# Guynesomia scoparia
Guynesomia scoparia là một loài thực vật có hoa trong họ Cúc. Loài này được (Phil.) Bonif. & G.Sancho mô tả khoa học đầu tiên năm 2004.